# Traian Florea Lungu
Traian Florea Lungu (n. 27 februarie 1927, comuna Putineiu, Ilfov - d. 28 februarie 1977, București) a fost un istoric român.

## Viața și activitatea
S-a născut la data de 27 februarie 1927 în comuna Putineiu din Județul Ilfov. Își finalizează studiile secundare la Giurgiu, urmând ca în 1949 la București să termine parcursul ciclului superior. Traian Florea Lungu devine doctor în istorie în anul 1967. Între anii 1949-1951, acesta fusese bibliotecar la Academia R. S. România, în cadrul secției de manuscrise. Pentru doi ani, 1951-1953, devine cercetător științific la Institutul de studii istorice și social politice al P.C.R. Continuă viața academică tot ca cercetător științific la Institutul de Istorie „N. Iorga” din București între 1953-1970. Este profesor universitar la Universitatea din Craiova între 1971-1972, concomitent conducând Centrul de Istorie Filologie și Etnografie înființat în același oraș de către Academia Română (pe atunci  redenumită Academia Republicii Socialiste România) la finalul anului 1965. Devine membru în colegiul de redacție al „Revistei de istorie” și membru al Societății de științe istorice din R.S. România.
În cercetările sale, Traian Florea Lungu s-a arătat preocupat de fenomenele sociale și politice din România din a II-a jumătate a secolului al XIX-lea, respectiv primele decenii ale secolului următor. De asemenea, câteva studii îi poartă semnătura în privința problemei agrare și unor lucrări cu valoare de sinteză ce urmăreau viața politică din istoria modernă a românilor.

## Opera
Colaborator la:
- Marea răscoală a țăranilor din 1907, București, 1967
- Pagini din lupta poporului român pentru independență națională 1877-1878, București, 1967
- Relații agrare și mișcări țărănești în România, București, 1967
- Poziția partidelor politice din România față de problema agrară între anii 1913-1921, în „Studii”, tomul IX, 1956[1]